# エモーショナル・ビート
エモーショナル・ビート（EMOTIONAL BEAT）は、TOKYO FMで放送されていたラジオ番組。

## 概要
- 通称「エモビ」
- 1998年3月までカタクリコホットライン・ゴールドラッシュを内包していた。
- 金曜日はエモーショナル・ビート・フライデーを放送。

## 第一期
1993年4月1日〜1996年3月29日

### パーソナリティ
- Part1
  - 『カタクリコホットライン・ゴールドラッシュ』のパーソナリティについては、カタクリコホットライン・ゴールドラッシュ#出演者の節を参照。
- Part2
  - 市川博樹、加藤美樹（月曜日、1993年4月～1994年3月）
    - 加藤美樹、内藤忠（月曜日、1994年4月～1995年3月）
    - 加藤美樹、服部陽介（月曜日、1995年4月～1995年9月）

  - 鈴木しょう治、今泉圭姫子（火曜日・水曜日、1995年9月まで）
  - 小田靜枝、市川博樹（木曜日、1995年9月まで）
  - 岡田雅子（月曜日・火曜日、1995年3月まで）
  - 平田節子（水曜日・木曜日、1995年3月まで）
  - 鈴木しょう治（月曜日～木曜日、1995年10月～）

### コーナー
1993年4月～1995年3月
- サウンド・エモーション
- ハロー・ハートビート
- ヒット・チャレンジ
- ミュージック・スクランブル
- キャンパス・トレンド
- ニューヨーク・ベスト10
- エンターテイメント・スポットライト
- 関電工 サウンド・トラック・ストーリー
- TOKYOボックス・オフィス・レヴュー
- ワールドニュースコール
- コンバース スポーツラッシュ
- 飯星景子のハチャメチャ・スクラッチ（1994年4月～）

1995年4月～1996年3月
- ヒット曲集中リクエスト
- ヒット・チャレンジ
- マックスファクター・インターナショナル UVインフォメーション
- ゲストを迎えて大騒ぎ
- SUMITOMO BANK ウェルカム・ニュー・カマーズ
- ハローハートビート
- ワールドニュースコール
- 放課後の夕刊
- スポーツ・ラッシュ
- スーパーゴールド
- ボックス・オフィス・レビュー
- しょうちゃんの一押しダンス（月曜日、1995年10月～1996年3月）
- 渋谷でタッチ（火曜日・木曜日、1995年10月～1996年3月）

## 第二期
1996年4月1日〜1998年3月31日

### パーソナリティ
- 山本シュウ
- 藤丸由華

### コーナー
- クイズ3000万人の常識～今日のシュウテウィング・ソング
- 今日のシュウティング・スター
- 直撃逆電コーナー
- ヒットチャレンジ
- スターズ・オン・ザ・ストリート
- スポーツライン
- 青春のメロディ
- 街角チェック!チェック!
- 飯星景子のイーボシ・ウメボシ・今日もヨシ
- フレッシュゲスト
- 鹿島信治のスポーツレポート
- ボックス・オフィス・レビュー
- クイズ　聴いてハッスル！

## 第三期
1998年4月1日〜2002年3月29日

### パーソナリティ
- Part1
  - 牧野隆志（1998年4月〜1999年3月）
  - 中井亜希（1998年4月〜1999年3月）
  - 北野順一（1999年4月〜2000年9月）
  - 黒住祐子（1999年4月〜2000年9月）
  - 藤田ミキト（2000年10月〜2002年3月）
  - 高橋里華（2000年10月〜2002年3月）
- Part2
  - 松山三四郎
  - 望月理恵

### コーナー
Part1
- TOYOTA ヒッツ&メモリーズ （出演：北野順一、高橋里華（月・火）、棚橋由美（水・木））
- OH! NEW YORK （2001年4月まで）
- Harry me! presents「TRY OUT! NEW YORK」powered by WARP magazine （2001年4月から）
- イベントインフォメーション
- ぴあチケッティングナウ
- 日経エンタテインメント! presents エモーショナル・トピックス （2001年3月まで）
- 来てくれ!
- フューチャーヒッツ
- ZERO GROOVE

Part2
- エモーショナルビート Today's フラッシュ!
- オロナミンCプレゼンツ 元気ネット
- KODANSHA 男塾・女塾
- エモーショナル・ヒッツパレード
- WOWOW イブニング・シアター
- アリナミンV 直撃テレフォン残業リクエスト
- めざせ!都内結婚 （月曜コーナー）
- 名曲講座 （火曜コーナー）
- モッチーズ・キッチン （水曜コーナー）
- ホームページに来てくれ （木曜コーナー）
- スポーツライン
- フレッシュゲスト
- 名曲2000